# Willy Harlander
Willy Harlander (né le 30 avril 1931 à Ratisbonne, mort le 20 avril 2000 à Munich) est un acteur allemand.

## Biographie

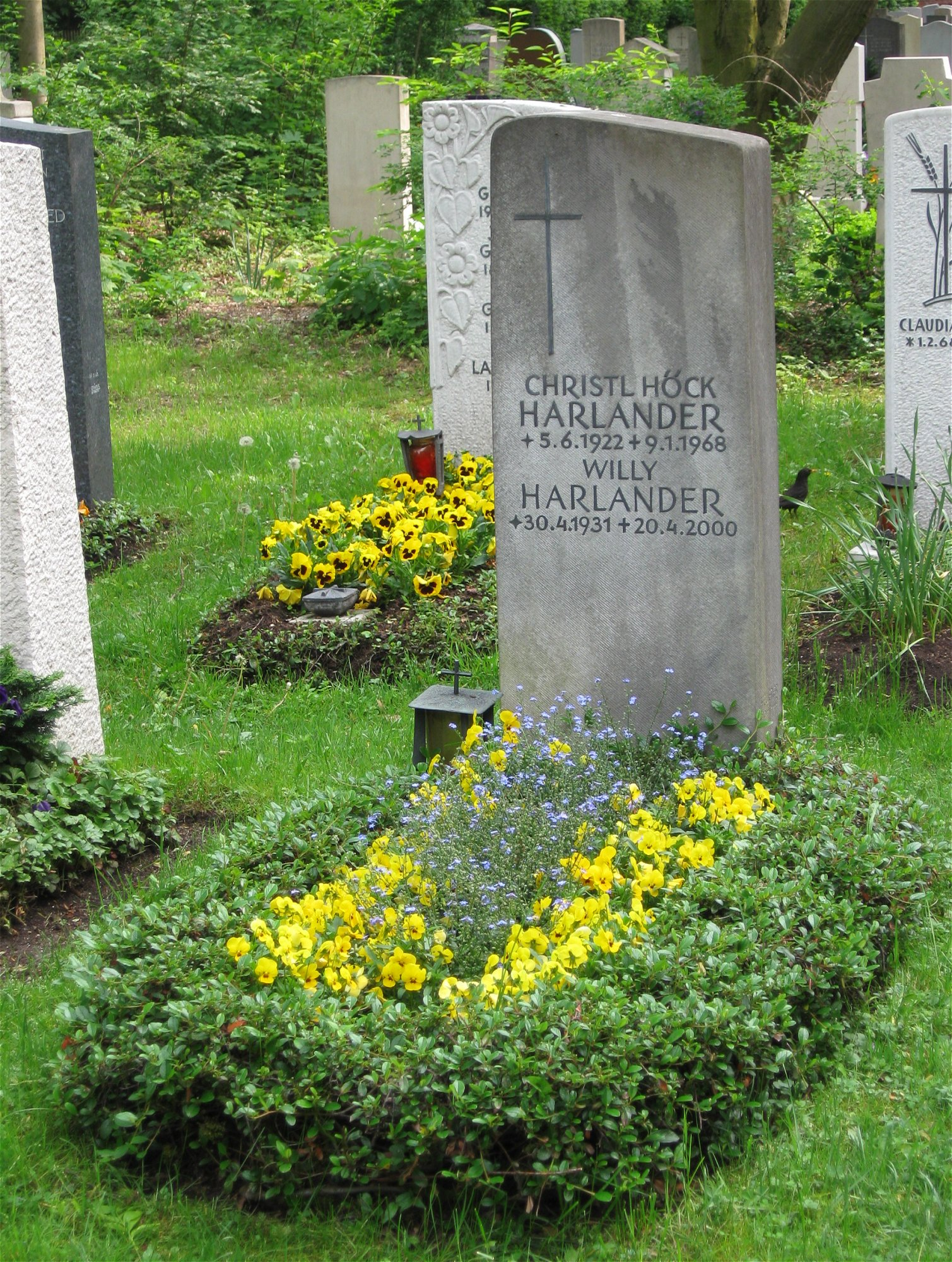
Sépulture au cimetière de Perlach (Munich).

Willy Harlander est le fils d'un fossoyeur et d'une cuisinière. Enfant, il chante dans le Regensburger Domspatzen. Pour se conformer à la volonté de son père, il va à la police antiémeute. Il termine un apprentissage de menuisier et de facteur d'orgues. Cependant il se rend aussi dans des cabarets. Au milieu des années 1950, il déménage à Munich, où il est embauché par Ludwig Schmid-Wildy au Platzl. Il ne se fait pas connaître et joue de nombreuses années des rôles de figuration.
Comme beaucoup d'autres acteurs tels que Gustl Bayrhammer et Max Griesser qui, cependant, contrairement à lui, ont une formation de théâtre classique, Willy Harlander commence dans Der Komödienstadel, une série de représentations théâtrales diffusée par la Bayerischer Rundfunk au début des années 1960. En 1973, il se fait connaître avec le film Mensch Adam Deigl und die Obrigkeit avec un personnage de Bavarois exigeant. S'ensuivent de nombreuses apparitions dans des séries télévisées et des films. Pendant quatorze ans, il est présent dans la version munichoise de Tatort.
Après la mort de sa première épouse Christl Höck en 1968, l'acteur épouse la chanteuse Erika Blumberger qui lui donnera la réplique plusieurs fois. Lorsque son ami Gustl Bayrhammer meurt en mai 1993, il reprend son rôle de Simon-Pierre dans Der Brandner Kaspar au Bayerisches Staatsschauspiel.

## Filmographie sélective
Cinéma
- 1960 : Les Honneurs de la guerre
- 1961 : Der Hochtourist
- 1967 : Kurzer Prozess
- 1967 : Vivre à tout prix
- 1970 : Der Bettenstudent oder Was mach' ich mit den Mädchen?
- 1970 : Das gelbe Haus am Pinnasberg
- 1971 : Les Petites cochonnes
- 1972 : Mensch ärgere dich nicht
- 1973 : Chaleurs profondes
- 1973 : Crazy – total verrückt
- 1973 : Ce que les étudiantes ne racontent pas
- 1974 : Le Ciel volé
- 1974 : Alpenglühn im Dirndlrock
- 1975 : Zwei Rebläuse auf dem Weg zur Loreley
- 1976 : Drei Bayern in Bangkok
- 1977 : Trois Suédoises en Haute-Bavière
- 1977 : Die Jugendstreiche des Knaben Karl
- 1978 : Lady Dracula
- 1981 : Lili Marleen
- 1982 : Piratensender Powerplay
- 1985 : Die Einsteiger
- 1989 : Rosalie fait ses courses
- 1991 : Erfolg
- 1992 : Schtonk !

Téléfilms
- 1960 : Der kühne Schwimmer
- 1965 : Die Pfingstorgel
- 1969 : Der Attentäter
- 1973 : Der Mensch Adam Deigl und die Obrigkeit
- 1977 : La Femme du chef de gare
- 1977 : Sachrang
- 1981 : Die Rumplhanni
- 1982 : Vergiftet oder arbeitslos?
- 1983 : Der Glockenkrieg
- 1993 : Liebe ist Privatsache
- 1993 : Geschichten aus der Heimat
- 1996 : Ärzte: Dr. Schwarz und Dr. Martin: Herztöne
- 1998 : Der verkaufte Großvater
- 2001 : Das liebe Geld

Séries télévisées
- 1963 : Die Karte mit dem Luchskopf
- 1964-1965 : Die fünfte Kolonne
- 1965 : Alarm in den Bergen
- 1965 : Kommissar Freytag
- 1969–1971 : Königlich Bayerisches Amtsgericht
- 1970 : Tatort: Saarbrücken, an einem Montag
- 1972–1985 : Tatort
  - 1972 : Münchner Kindl
  - 1973 : Weißblaue Turnschuhe
  - 1973 : Tote brauchen keine Wohnung
  - 1974 : 3:0 für Veigl
  - 1974 : Als gestohlen gemeldet
  - 1975 : Das zweite Geständnis
  - 1976 : Wohnheim Westendstraße
  - 1977 : Das Mädchen am Klavier
  - 1977 : Schüsse in der Schonzeit
  - 1978 : Schlußverkauf
  - 1978 : Schwarze Einser
  - 1979 : Ende der Vorstellung
  - 1979 : Maria im Elend
  - 1980 : Spiel mit Karten
  - 1981 : Usambaraveilchen
  - 1981 : Im Fadenkreuz
  - 1982 : Tod auf dem Rastplatz
  - 1983 : Roulette mit 6 Kugeln
  - 1984 : Heißer Schnee
  - 1985 : Schicki-Micki
- 1973 : Der Bastian
- 1974–1975 : Münchner Geschichten
- 1975 : Mordkommission
- 1975 : Spannagl & Sohn
- 1976 : Alle Jahre wieder – Die Familie Semmeling
- 1977-1988 : Polizeiinspektion 1
- 1978 : Le Renard
- 1979 : Die Protokolle des Herrn M. - Gefährliches Hobby
- 1982–1989 : Meister Eder und sein Pumuckl (de)
- 1983 : Monaco Franze – Der ewige Stenz
- 1983 : Nesthäkchen
- 1983–1985 : Unsere schönsten Jahre
- 1984 : Heiße Wickel: kalte Güsse
- 1986 : Schloßherren
- 1986 : Schafkopfrennen
- 1986 : Kir Royal (de)
- 1987 : Zur Freiheit
- 1987–1992 : Die Hausmeisterin
- 1988 : Der Millionenbauer
- 1988 : Der Leihopa
- 1988–1997 : Soko brigade des stups
- 1989 : Zwei Münchner in Hamburg
- 1993–2000 : Weißblaue Geschichten
- 1994 : Der Salzbaron
- 1994 : Florian III
- 1995 : Zwei zum Verlieben
- 1996 : Spiel des Lebens
- 2000 : Une famille en Bavière - Heimische Hölzer

## Source de la traduction
- (de) Cet article est partiellement ou en totalité issu de l’article de Wikipédia en allemand intitulé « Willy Harlander » (voir la liste des auteurs).